# Vallée des Entremonts
Ne doit pas être confondu avec Communauté de communes de la Vallée des Entremonts.
La vallée des Entremonts est une vallée de France située dans le massif de la Chartreuse, entre le col du Granier au nord et le col du Cucheron au sud, centrée sur le village de Saint-Pierre-d'Entremont partagé entre l'Isère et la Savoie et comprenant également les communes de Corbel et d'Entremont-le-Vieux,. Elle est orientée nord-sud selon l'axe d'écoulement de l'Herbétan et du Cozon, deux affluents du Guiers Vif qui prend sa source au cirque de Saint-Même et s'échappe de la vallée par l'ouest via des gorges.

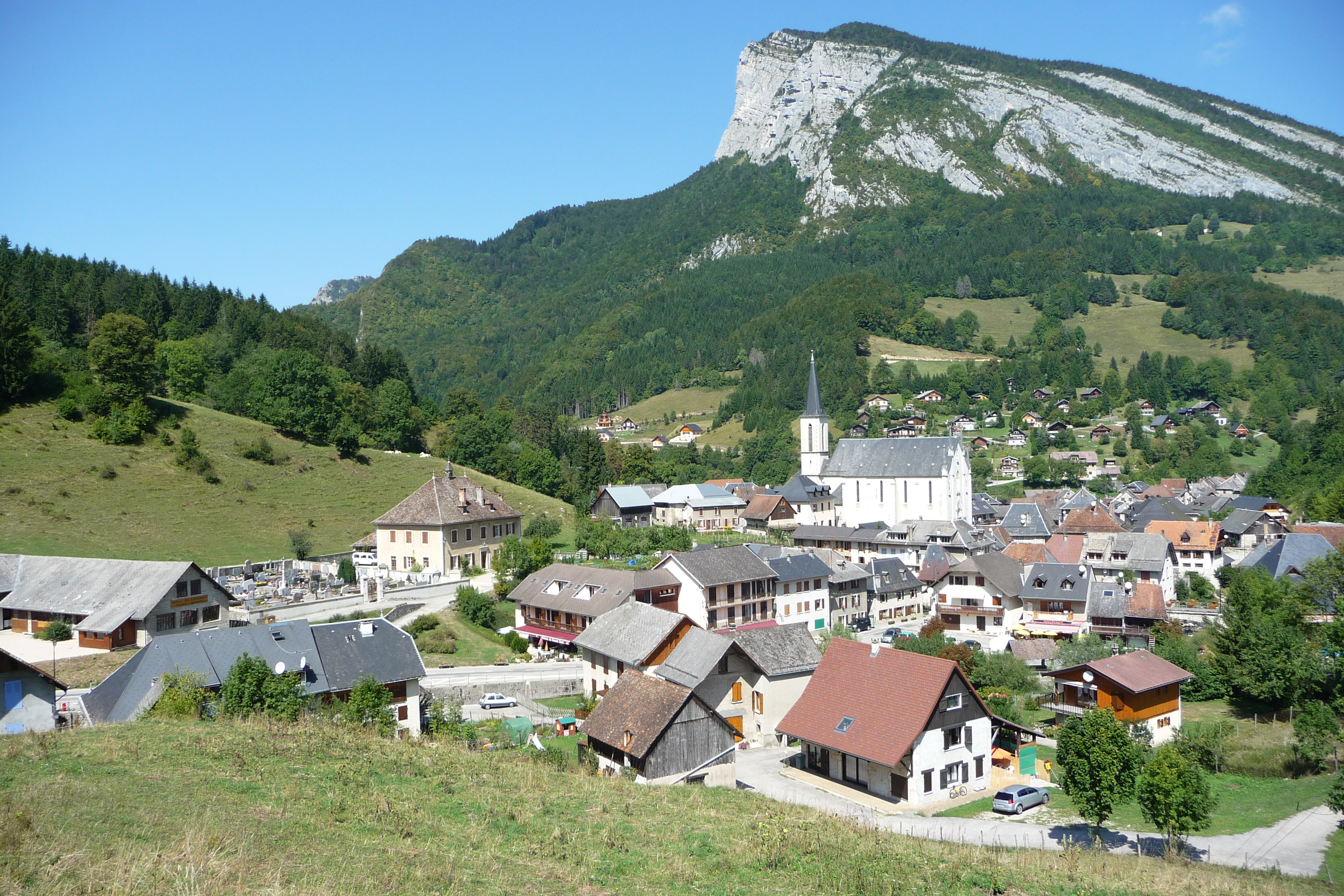
Vue de Saint-Pierre-d'Entremont dominé par la roche Veyrand.